# Homer Bone
Homer Truett Bone, född 25 januari 1883 i Franklin, Indiana, död 11 mars 1970 i Tacoma, Washington, var en amerikansk politiker och jurist. Han representerade delstaten Washington i USA:s senat 1933-1944.
Bone studerade juridik i Tacoma och inledde 1911 sin karriär som advokat. Han var socialist fram till 1916. Han arbetade som jurist för Tacomas hamn 1918-1932. Han gifte sig 25 januari 1919 med Blanche Slye. Sonen Homer, Jr. föddes 1922. Hustrun Blanche dog 1955.
Efter tiden som anhängare av Eugene Debs deltog han i försöket att grunda ett agrart arbetarparti Farmer-Labor Party of the United States enligt modell av det i delstaten Minnesota framgångsrika partiet Minnesota Farmer-Labor Party. Han kandiderade i kongressvalet 1920 utan framgång för att få representera Washingtons 3:e distrikt i representanthuset.
Bone bytte sedan parti till republikanerna och kandiderade 1928 på nytt till USA:s kongress utan framgång. Efter ytterligare ett partibyte lyckades han till sist vinna senatsvalet 1932 som demokrat mot sittande senatorn Wesley Livsey Jones. Senator Jones avled i ämbetet en kort tid efter sin valförlust och Elijah S. Grammer blev utnämnd till senaten fram till slutet av Jones sista mandatperiod. Bone efterträdde 4 mars 1933 Grammer som senator för Washington. Han omvaldes 1938. Bone avgick 1944 som senator efter att ha blivit utnämnd till en federal domstol. Han skötte domarämbetet fram till 1956 och arbetade sedan som advokat i San Francisco. Han flyttade 1968 tillbaka till Tacoma.
Bones grav finns på Oakwood Hill Cemetery i Tacoma.